# Philippe Bär
Ronald Philippe Bär, O.S.B. (Manado, Célebes Septentrional, 29 de julio de 1928-Teteringen, Brabante Septentrional, 8 de marzo de 2025) fue un prelado católico neerlandés.

## Primeros años
Bär nació en Manado, en las entonces Indias Orientales Neerlandesas, en una familia reformada neerlandesa. Durante la ocupación japonesa de las colonias neerlandesas en la Segunda Guerra Mundial, separado de sus padres, fue internado en un campo de prisioneros para niños.
Después de la guerra se fue a los Países Bajos. Estudió teología protestante en la Universidad de Utrecht y se unió brevemente a la antigua iglesia católica de los Países Bajos.

## Vida eclesiástica

### Monje
Luego se convirtió al catolicismo, e ingresó en 1954 en la Abadía de Chevetogne, en Bélgica, con el nombre monástico de Philippe. Hizo su profesión de votos el 29 de diciembre de 1955.
Fue ordenado sacerdote en Chevetogne el 26 de julio de 1959. Desde su ingreso hasta marzo de 2020, formó parte de la comunidad monástica de Chevetogne como monje benedictino. En el monasterio fue responsable durante varios años de la gestión financiera de la comunidad monástica y dirigió el coro bizantino de los monjes de Chevetogne.
En los años siguientes trabajó en los Países Bajos como capellán de la fuerza aérea en las fuerzas armadas.

### Obispo
El 15 de febrero de 1982 fue nombrado obispo auxiliar de Monseñor Simonis en la diócesis de Róterdam. Recibió la consagración episcopal el 20 de marzo de 1982 y fue nombrado también obispo titular de Leges.
El 22 de noviembre de ese mismo año fue nombrado obispo del ejército. Cuando Monseñor Simonis fue nombrado arzobispo de Utrecht al año siguiente, Bär lo sucedió como obispo de Róterdam el 19 de octubre de 1983.

### Renuncia y jubilación
De manera bastante inesperada y por razones nunca hechas públicas, regresó a su monasterio de Chevetogne a principios de marzo de 1993. Dimitió como obispo de Róterdam y como obispo militar el 13 de marzo de 1993.
Desde 1993 hasta 2020, Bär viajó con frecuencia desde el monasterio de Chevetogne a los Países Bajos para celebrar la Santa Misa, bodas y servicios fúnebres en varias parroquias.
Debido a su debilitada salud, Bär se mudó a una residencia de ancianos para monjes en los Países Bajos a principios de 2020.

## Fallecimiento
Bär murió el 8 de marzo de 2025 en Teteringen; tenía 96 años.